# Naver共享体计划
Naver共享体计划是NAVER从2008年每年就开始一次字体发布的计划。

## 历程
1. 2008 年发布黑体和明朝体[2]。
2. 2009 年发布黑体和明朝体的特粗[3]版本。
3. 2010 年发布手写体，将汉字添加到黑体套[4]中。
4. 2011 年发布黑体和明朝体的省墨版本和黑体的细版本。同年 Mac OS X 10.7[5] 发布将黑体的细版本添加到 Mac OS X 10.7 中。
5. 2012 年没有发布字体。
6. 2013 年发布正黑体[6]。同年移动通信设备将使用正黑体。
7. 2014 年古韩文[7]发布。正手写体[8]、正黑体的细版本也将发布。
8. 2015 年…